# Revenge (альбом Eurythmics)
Revenge — шестой студийный альбом британской поп-группы Eurythmics, выпущенный 29 июня 1986 года лейблом RCA в Великобритании и 14 июля в США.

## Об альбоме
Следуя своему предыдущему альбому Be Yourself Tonight, Revenge продолжили движение в этом направлении, поскольку дуэт придерживался более "рок-группового" стиля. Альбом породил четыре сингла и имел коммерческий успех. Четвёртый и последний сингл «Missionary Man» в 1987 году получил премию «Грэмми» в номинации «Лучшее вокальное рок исполнение дуэтом или группой».  Его выпуск был поддержан обширным мировым турне. Концерт 1987 года из австралийского этапа тура также был выпущен на домашнем видео под названием Eurythmics Live.

## Список композиций
| №   | Название              | Автор(ы)                         | Длительность |
| --- | --------------------- | -------------------------------- | ------------ |
| 1.  | «Missionary Man»      |                                  | 4:26         |
| 2.  | «Thorn in My Side»    |                                  | 4:13         |
| 3.  | «When Tomorrow Comes» | Lennox, Stewart, Patrick Seymour | 4:28         |
| 4.  | «The Last Time»       |                                  | 4:11         |
| 5.  | «The Miracle of Love» |                                  | 5:05         |
| 6.  | «Let's Go!»           |                                  | 4:11         |
| 7.  | «Take Your Pain Away» |                                  | 4:34         |
| 8.  | «A Little of You»     |                                  | 3:54         |
| 9.  | «In This Town»        |                                  | 3:42         |
| 10. | «I Remember You»      |                                  | 5:00         |

| №   | Название                                      | Автор(ы)                      | Длительность |
| --- | --------------------------------------------- | ----------------------------- | ------------ |
| 11. | «When Tomorrow Comes» (Extended Version)      |                               | 6:36         |
| 12. | «Thorn in My Side» (Extended Version)         |                               | 6:54         |
| 13. | «Missionary Man» (Extended Version)           |                               | 6:50         |
| 14. | «When Tomorrow Comes» (Live Acoustic Version) |                               | 3:19         |
| 15. | «Revenge 2»                                   |                               | 5:40         |
| 16. | «My Guy»                                      | Smokey Robinson, Ronald White | 1:58         |

## Позиции в чартах
| Чарт (1986)              | Наивысшая позиция |
| ------------------------ | ----------------- |
| Austrian Albums Chart    | 6                 |
| Canadian Albums Chart    | 4                 |
| Dutch Albums Chart       | 3                 |
| German Albums Chart      | 5                 |
| New Zealand Albums Chart | 1                 |
| Norwegian Albums Chart   | 1                 |
| Swedish Albums Chart     | 1                 |
| Swiss Albums Chart       | 7                 |
| UK Albums Chart          | 3                 |
| U.S. Billboard 200       | 12                |

## Сертификации
| Организация          | Уровень       |
| -------------------- | ------------- |
| BPI (Великобритания) | 2x платиновый |
| RIAA (США)           | Золотой       |
| IFPI (Германия)      | Золотой       |

## Награды
Грэмми
| Год  | Победитель       | Категория                                          |
| ---- | ---------------- | -------------------------------------------------- |
| 1986 | «Missionary Man» | Лучшее вокальное рок исполнение дуэтом или группой |